# San Antonio de Areco (município)
San Antonio de Areco é um partido (município) da província de Buenos Aires, na Argentina. Possuía, de acordo com estimativa de 2019, 25.068 habitantes.